# Nawaz Sharif
Mian Muhammad Nawaz Sharif (Lahore, 25 de desembre de 1949) és un polític pakistanès, primer ministre del Pakistan durant els períodes de 1990-1993 i 1997-1999 i des del 2013 al 2017.
Va dur a terme el seu càrrec entre l'1 de novembre del 1990 i el 18 de juliol del 1993, quan fou substituït per Benazir Bhutto. Sens dubte, va tornar al poder el 17 de febrer del 1997, després de guanyar els comicis per segona vegada. Malgrat això, Sharif va resultar derrocat el 1999 per un cop d'Estat donat pel cap de l'Exèrcit Pakistanès, el general Pervez Musharraf.

## Sharif com a Primer Ministre (1990-1993)
El primer mandat de Nawaz Sharif començà el 1990, quan fou elegit Primer Ministre en unes eleccions en les que Sharif prometé acabar amb la corrupció al Pakistan.
Sens dubte, el 18 d'abril del 1993 el president pakistanès, Ghulam Ishaq Khan va utilitzar els seus poders per destituir a Sharif i dissoldre l'Assemblea Nacional, interrompent així el mandat d'aquest i nombrant a Mir Balakh Sher Mazari com a Primer Ministre provisional.
Malgrat això, el Tribunal Suprem del Pakistan va desestimar la decisió presidencial, i Sharif pogué retornar al càrrec sis setmanes després.
Però les acusacions de corrupció al seu propi Gabinet acabaren per fer que Sharif llancés definitivament la tovallola, i dimitís el 18 de juliol del mateix any. Es nomenà a Moin Qureshi com a Primer Ministre en funcions, i es convocaren eleccions, que guanyà Benazir Bhutto i el seu Partit Popular del Pakistan (PPP). D'aquesta forma, Sharif passava a l'oposició.

## Sharif com a Primer Ministre (1997-1999)

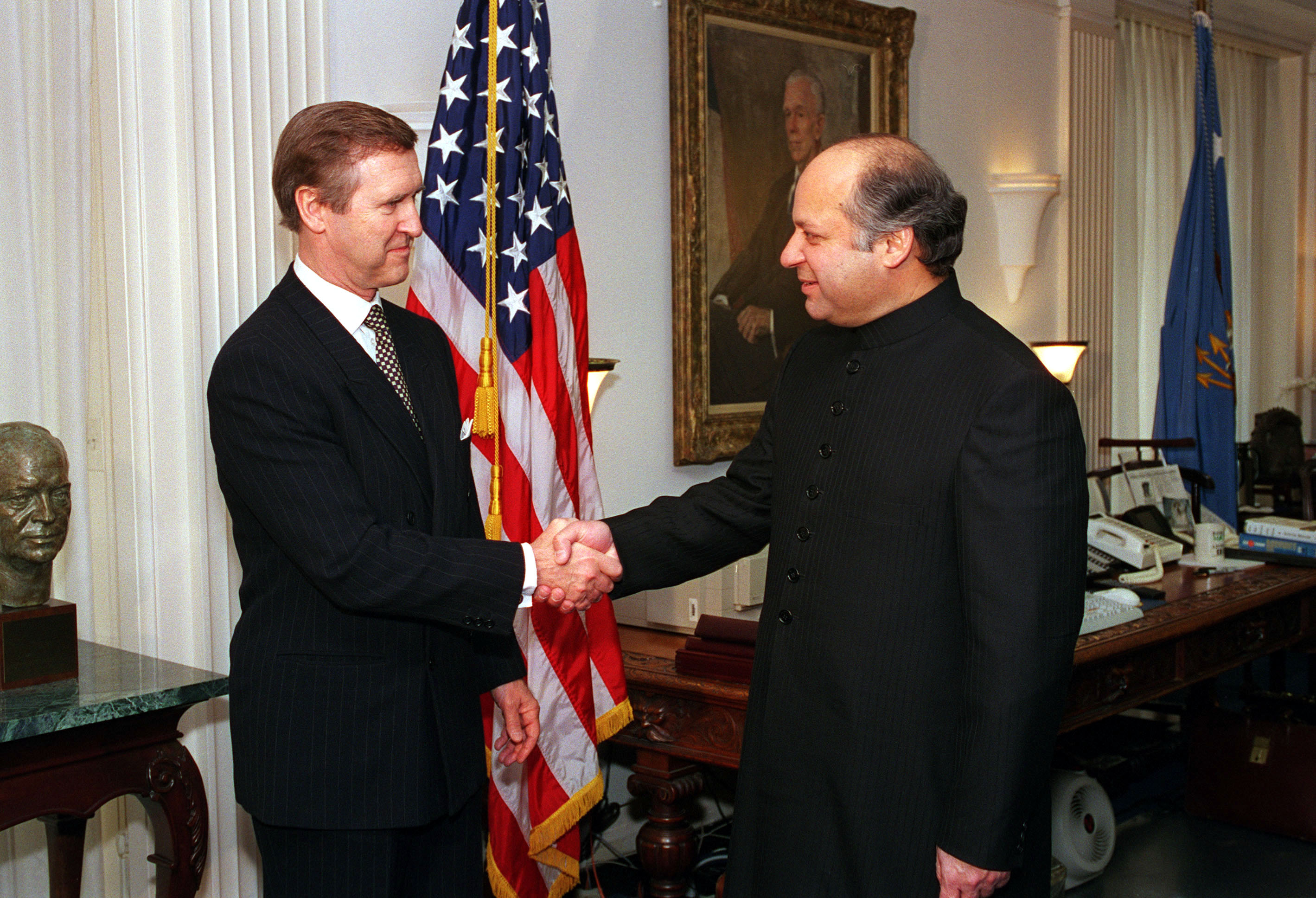
Nawaz Sharif (a la dreta) en un recepció al pentàgon pel secretari de defensa nord-americà William S. Cohen

Les eleccions legislatives Pakistaneses del 1997 resultaren una gran derrota pel PPP de Bhutto, i permeteren a Sharif recuperar el primer ministeri després de quatre anys a l'oposició.
La primera mesura de Sharif en tornar al Govern fou la creació de dues esmenes constitucionals que reforçaven el poder del Primer Ministre enfront al del President, i, entre altres garanties, impedien que un Primer Ministre pogués ser destituït pel President sense una prèvia moció de confiança.
Durant el seu mandat, Sharif es distancià definitivament de la dreta religiosa quan decidí eliminar el Divendres festiu.
Allunyat de la dreta, amb l'opositora Bhutto per davant a totes les enquestes, i un cap de l'Exèrcit cada cop més rebel, Sharif anà perdent l'any 1999 el control del seu Govern, perillós fet que acabà el 12 d'octubre del mateix any amb un Cop d'Estat donat pel cap de l'Exèrcit, general Musharraf, tot forçant l'exili de Sharif, Bhutto i molts altres polítics demòcrates del Pakistan, que fugiren.

## Sharif a l'exili (1999-2007)
Des de l'exili, a Anglaterra i a l'Aràbia Saudita, Sharif es mantingué com a líder de la Lliga Musulmana del Pakistan-Nawaz, fent esforços per acabar amb el règim dictatorial de Musharraf. Al setembre de 2007 intentà tornar al Pakistan, però fou detingut a l'aeroport i portat de nou a l'Aràbia Saudita, on es trobava exiliat. Al novembre de 2007 Sharif tornà definitivament al Pakistan.

## Sharif de nou al Pakistan
Després de la tornada de Sharif al Pakistan, aquest Estat ha viscut fortes convulsions internes. En un primer moment, el general Musharraf accedí a convocar comicis, previstos per al gener de 2008, i en els que es presentarien la seva força política, la Lliga Musulmana del Pakistan-Quaids (PML-Q), la PML-N de Sharif i el PPP de Bhutto, principalment. Posteriorment Sharif fou inhabilitat sota acusacions de corrupció, pel que decidí boicotejar els comicis al considerar-los "una farsa". Finalment, després que Benazir Bhutto fos assassinada a Rāwalpindi el 27 de desembre de 2007, Sharif es replantejà la decisió i afavorí que el seu partit participés en les ja citades eleccions, que quedaren posposades fins a finals de febrer de 2008.
Aquests comicis permeteren a la PML-N de Sharif quedar en segon lloc, rere el PPP dirigit per Asif Ali Zardari. Un Govern de coalició entre ambdues forces opositores a Musharraf va funcionar fins al maig del 2008, quan es va rompre per divergències d'opinió respecte a un tema judicial. Després d'allò, Sharif radicalitzà les seves posicions polítiques sobre el paper del President Musharraf, insinuant que hauria de ser penjat a la forca per trair al país. En 12 de maig de 2013 Nawaz Sharif guanya les eleccions, marcades per la violència dels talibans. Mantingué el càrrec fins al 2017.